# Sitting on Top of the World
Sitting on Top of the World este primul album înregistrat de formația Nightlosers din Cluj-Napoca, lansat în anul 1995.

## Lista pieselor
| Nr. | Titlu                       | Durată |
| --- | --------------------------- | ------ |
| 1.  | Talk to Your Daughter       | 3:48   |
| 2.  | Talkin' on the Phone        | 4:35   |
| 3.  | Baby Please Don't Go        | 4:12   |
| 4.  | Sitting on Top of the World | 2:50   |
| 5.  | Nothing Has Changed         | 5:44   |
| 6.  | Rock Me Woman               | 2:08   |
| 7.  | Stepping Back               | 4:05   |
| 8.  | Turn Me On                  | 2:10   |
| 9.  | Tears                       | 3:57   |
| 10. | Send Me Someone to Love     | 4:21   |
| 11. | Mistery Train               | 5:56   |
| 12. | Let's Talk It Over          | 2:43   |
| 13. | Dealin' with the Blues      | 5:00   |
| 14. | Glory of Love               | 1:11   |
| 15. | Balkan-Blue Rumba           | 1:48   |

## Componența formației
- Hanno Höfer – voce, chitară, muzicuță
- Jimi El Lako – chitară, vioară, mandolină, banjo
- Grunzo Geza – claviaturi
- Octavian „Barila” Andreescu – chitară bas
- Sorin „Gaga” Cîmpean – baterie